# 니시노부토역
니시노부토역(일본어: 西登戸駅)은 일본 지바현 지바시 주오구에 위치한 게이세이 전철 지바 선의 철도역이다. 역 번호는 KS 57이며, 상대식 승강장 2면 2선의 구조를 갖춘 지상역이다.

## 타는 곳
| 1 | 지바 선 | 상행 | 이나게 · 쓰다누마 · 우에노 · 나리타 공항 · 신케이세이 선 방면 |
| 2 | 지바 선 | 하행 | 지바추오 · 지하라다이 방면                                    |

## 이용 현황
| 승차 인원 추이 | 승차 인원 추이     |
| 연도           | 1일 평균 승차 인원 |
| -------------- | ------------------ |
| 2003년         | 934                |
| 2004년         | 973                |
| 2005년         | 994                |
| 2006년         | 996                |
| 2007년         | 1,042              |
| 2008년         | 1,054              |
| 2009년         | 1,084              |
| 2010년         | 1,091              |
| 2011년         | 1,050              |
| 2012년         | 1,069              |
| 2013년         | 1,138              |

## 역 주변
- 국도 제14호선
- JR 동일본 니시치바역

## 인접 역
| 게이세이 전철 지바 선                  | 게이세이 전철 지바 선 | 게이세이 전철 지바 선      |
| -------------------------------------- | --------------------- | -------------------------- |
| KS 56 미도리다이 게이세이쓰다누마 방면 | 게이세이 지바 선      | 신치바 KS 58 지바추오 방면 |